# Биографический словарь Третьего рейха
«Биографический словарь Третьего рейха: кто был кто до и после 1945 года» (нем. Das Personenlexikon zum Dritten Reich: Wer war was vor und nach 1945) — книга журналиста Эрнста Клее, вышедшая в 2003 году; представляет собой энциклопедию «социальной элиты» времён национал-социализма в Германии. Работа получила в целом одобрительные отзывы специалистов по истории нацистской Германии и Холокоста, хотя некоторые из них и отмечали «несистематичность» авторского выбора персоналий для включения в книгу.

## Издания
- Klee E.[нем.]. Das Personenlexikon zum Dritten Reich. — Frankfurt am Main: Fischer-Taschenbuch-Verlag, 2003. — ISBN 3-10-039309-0.
- Klee E.[нем.]. Das Personenlexikon zum Dritten Reich. — aktualisierte Auflage. — Frankfurt am Main: Fischer-Taschenbuch-Verlag, 2005. — 736 p. — ISBN 978-3-596-16048-8.
- Klee E.[нем.]. Das Personenlexikon zum Dritten Reich. — 2. Auflage. — Frankfurt am Main: Fischer-Taschenbuch-Verlag, 2007. — ISBN 978-3-596-16048-8.
- Klee E.[нем.]. Das Personenlexikon zum Dritten Reich. — Akzente, Koblenz: Lizenzausgabe, 2008. — ISBN 978-3-9811483-4-3.
- Klee E.[нем.]. Das Personenlexikon zum Dritten Reich. — Hamburg: Nikol Verlag, 2016. — 732 S. — ISBN 9783868203110.